# Dicranotropis turneri
Dicranotropis turneri är en insektsart som beskrevs av Frederick Arthur Godfrey Muir 1929. Dicranotropis turneri ingår i släktet Dicranotropis och familjen sporrstritar. Inga underarter finns listade i Catalogue of Life.